# Loy (Familienname)
Loy ist ein ursprünglich deutscher Familienname. Zu Herkunft und Bedeutung siehe Lojewski.

## Namensträger
- Angie Loy (Angie Loy Reisinger; * 1982), US-amerikanische Hockeyspielerin
- Christof Loy (* 1962), deutscher Regisseur
- David Loy (* 1947), US-amerikanischer Autor, Philosoph und Lehrer des Zen-Buddhismus
- Egon Loy (* 1931), deutscher Fußballtorhüter
- Elsa Loy (* 1985), deutsche Schauspielerin und Regisseurin
- Fanny Loy (* 1917), argentinische Schauspielerin, Tänzerin und Sängerin
- Hans Loy, vermutlicher Name von Meister HL († nach 1533), Holzbildhauer und Grafiker
- Hans Loy (Politiker) (1867–1935), deutscher Politiker (BVP)
- Hildegard Grube-Loy (1916–2002), deutsche Malerin
- Horst Loy (1914–1979), deutscher Architekt
- James Loy (* 1942), US-amerikanischer Admiral
- Julien Loy (* 1976), französischer Triathlet
- Karl Loy (* 1934), deutscher Radrennfahrer
- Mary Loy, Geburtsname von Mary Allitt (1925–2013), australische Cricketspielerin
- Matthias Loy (1828–1915), US-amerikanischer Theologe
- Max Loy (1913–1977), deutscher Chorleiter und Dirigent
- Mina Loy (1882–1966), US-amerikanische Künstlerin
- Mino Loy (* 1933), italienischer Filmproduzent und -regisseur
- Myrna Loy (1905–1993), US-amerikanische Schauspielerin
- Nanni Loy (1925–1995), italienischer Schauspieler und Regisseur
- Peter Loy Chong (* 1961), fidschianischer Geistlicher, Erzbischof von Suva
- Rory Loy (* 1988), schottischer Fußballspieler
- Rosa Loy (* 1958), deutsche Malerin und Grafikerin
- Rosetta Loy (1931–2022), italienische Schriftstellerin
- Tristan Loy (* 1973), französischer Eisschnellläufer